# Rätiska alperna

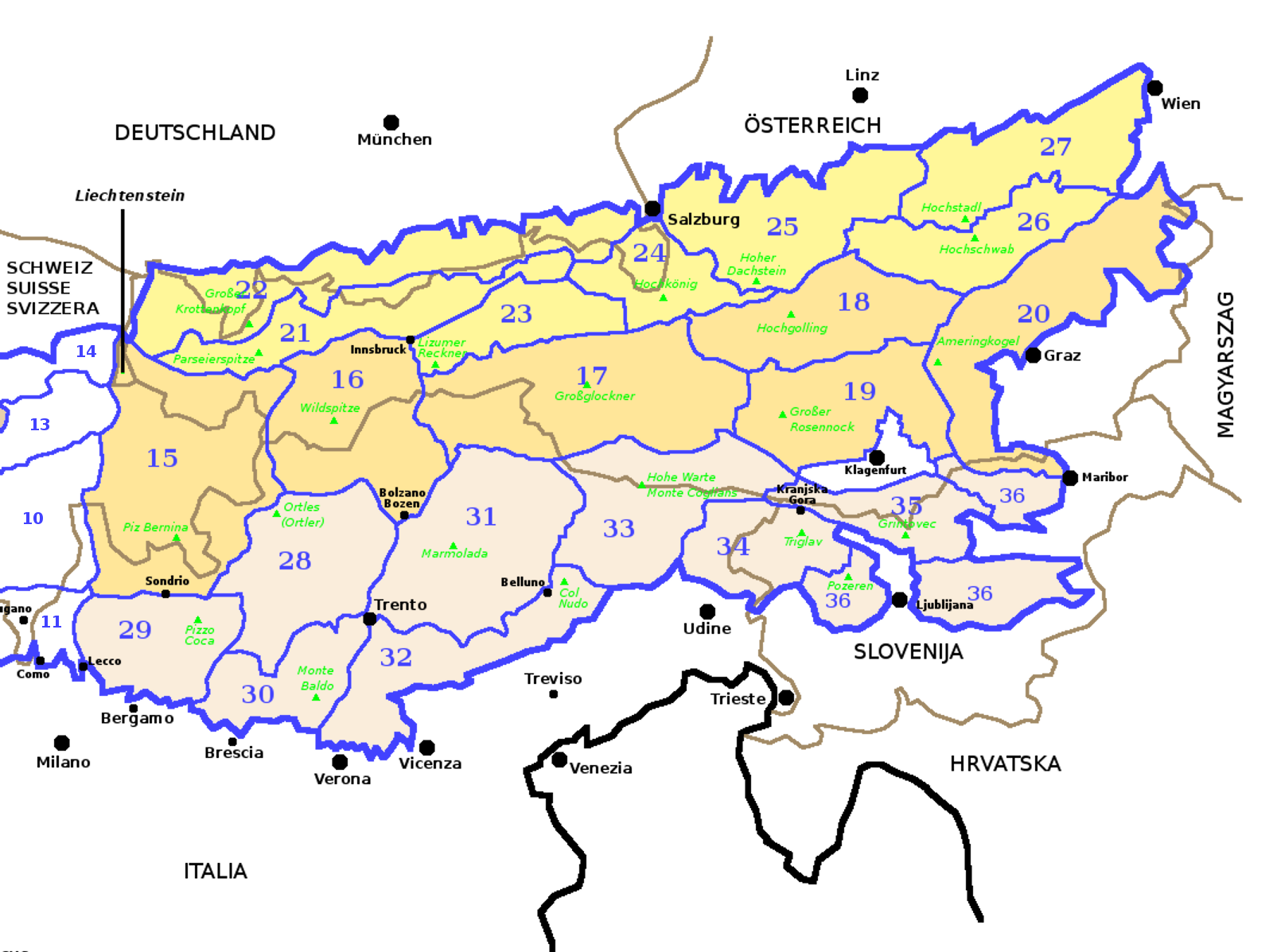
SOIUSA-indelning av östalperna. Områdena 15, 16 och 28 utgör de Rätiska alperna

Rätiska alperna (italienska: Alpi Retiche, tyska: Rätische Alpen) är ett namn för en grupp bergskedjor i Östalperna mellan Splügenpasset och Brennerpasset. Politiskt tillhör området östra Schweiz, sydvästra Österrike, norra Italien och Liechtenstein. Högsta topp är Piz Bernina, 4 049 meter över havet.

## Namn
Den alpina folkgruppen räter levde i nuvarande övre Inndalen och Sydtyrolen och underkastades av romarna år 15 före Kristus. Runt år 50 inordnades området i en romersk provins som fick namnet Raetia.

## Allmänt
De rätiska alperna ligger i den schweiziska kantonen Graubünden, i Liechtenstein, i de österrikiska delstaterna Vorarlberg och Tyrolen och i de italienska regionerna Lombardiet och Trentino-Alto Adige. 

### Gränser enligt SOIUSA
SOIUSA-systemet delar in de rätiska alperna i västra, östra och södra rätiska alperna (SZ 15, 16 och 28), alla i Ostalperna. Enligt denna indelning begränsas de rätiska alperna i väster av Splügenpasset och Rhen, i norr av Klostertal, Arlberg och floden Inn. I öster av Innsbruck, Brennerpasset, Bolzano, Trento. I söder ingår Adamello-massivet till Passo die Croce Domini och Passo dell'Aprica. Väster därom utgör floden Adda sydgräns.
Avståndet mellan Splügen- och Brennerpassen är 16 mil. Ytan är 17 000km²

## Berggrund
Sedimentära bergarter är vanliga i västra rätiska alperna (SZ15) - särskilt Graubünden, Liechtenstein, Vorarlberg och Inndalen ovanför Fliess, dessutom norr och väster om Trient. I övrigt består berggrunden mest av kristallina bergarter.  

## Kommunikationer
Området har ett flertal passvägar. Vanligen vinteröppna är: Julierpasset, Malojapasset, Berninapasset, Fuornpasset, Reschenpasset och, längst i öster, Brennerpasset. Den schweiziska delen trafikeras med täta turer av smalspårsjärnvägen Rhätische Bahn och postbussar. Järnvägar i andra länder är Vinschgaubanan, Brennerbanan, Arlbergbanan och Valtellinabanan, de tre senare längs rätiska alpernas utkanter.

## Natur och turism
- Den schweiziska nationalparken ligger i Inndalen mellan Zernez och Ofenpasset.
- Smalspårsjärnvägen Thusis - Sankt Moritz - Berninapasset - Tirano är skyddad som världsarv.
- Den västra delen finns många kända och stora vintersportorter. I Schweiz: Davos, Klosters och Sankt Moritz. I Österrike: Montafon-dalen, Paznauntal med Ischgl och Serfaus i övre Inndalen. I Italien: Bormio.
- Även i östra och södra rätiska alperna finns mycket turism, bland annat i Ötztal och Stubaital. Söder om huvudkedjan i Sydtyrolen och i Madonna di Campiglio.

## Språk
Generellt talas tyska norr om huvudkedjan, i Schweiz delvis rätoromanska. Söder om huvudkejdan talas mest italienska, men i Sydtyrolen talas tyska och i den schweiziska delen av Val Müstair rätoromanska.